# Дерк-Хартог
Дерк-Хартог (англ. Dirk Hartog Island) — острів в Індійському океані недалеко від узбережжя Західної Австралії. Входить до складу об'єкту Світової спадщини — затоки Шарк-Бей.

## Географія
Дерк-Хартог являє собою острів, розташований біля узбережжя регіону Гаскойн в Західній Австралії, будучи найбільшим і найзахіднішим островом цього штату. На південний схід від нього знаходиться мис Стіп-Пойнт, найзахідніша точка континентальної Австралії. Відстань до континентальної частини Австралії становить всього 2 км; до міста Перт, столиці Західної Австралії, — близько 850 км. Дерк-Хартог відділений протокою Натураліст від острова Дорр та затокою Денем від півострова Перон. Площа острова — 624,8 км ². Довжина берегової лінії — 192,9 км.
 Довжина Дерк-Хартога становить близько 80 км, ширина варіюється від 3 до 15 км.
Ландшафт острова переважно представлений піщаними дюнами, покритими низькорослими чагарниками. В минулому на Дерк-Хартог розташовувалася вівчарська ферма, в якій було близько 20 тисяч овець, проте в наш час[коли?] популяція цих тварин на острові різко скоротилася.
На Дерк-Хартозі гніздиться велика кількість морських черепах. Мешкає ендемічний підвид розписного малюра (Malurus leucopterus).